# Ligne de Tiszaújváros à Nyékládháza
La ligne de Tiszapalkonya-Erőmű à Miskolc par Tiszaújváros ou ligne 89 est une ligne de chemin de fer de Hongrie. Elle relie Tiszapalkonya-Erőmű à Miskolc par Tiszaújváros.